# Entephria orientata
Entephria orientata är en fjärilsart som beskrevs av Aubert 1959. Entephria orientata ingår i släktet Entephria och familjen mätare. Inga underarter finns listade i Catalogue of Life.